# 제8회 아카데미상
제8회 아카데미상은 1936년 3월 5일에 열린 시상식이다. LA 빌트모어 호텔에서 개최되었으며 사회자는 프랭크 카프라이다.

## 후보 ㆍ 수상

### 작품상
- 바운티호의 반란 - 어빙 탈버그 수상
- 엘리스 아담스 - 팬드로 S. 버먼
- 데이빗 코퍼필드 - 데이빗 O. 셀즈닉
- 밀고자 - 존 포드
- 한여름 밤의 꿈 - 헨리 블렁크
- 톱 햇 - 팬드로 S. 버먼

### 남우주연상
- 밀고자 - 빅터 매클래글렌 수상
- 바운티호의 반란 - 클락 게이블
- 바운티호의 반란 - 찰스 로튼
- 바운티호의 반란 - 프랑코트 톤

### 여우주연상
- 댄저러스 - 베티 데이비스 수상
- 엘리스 아담스 - 캐서린 헵번
- 벡키 샤프 - 미리암 홉킨스
- 벡키 샤프 - Merle Oberon
- 이스케이프 미 네버 - 엘리자베스 버그너
- 프라이빗 월드 - 클로데트 콜베르

### 감독상
- 밀고자 - 존 포드 수상
- 리브 오브 어 벵골 랜서 - 헨리 헤서웨이
- 바운티호의 반란 - 프랭크 로이드
- 캡틴 블러드 - 마이클 커티즈

### 조감독상
- 리브 오브 어 벵골 랜서 - 클렘 뷰챔프 수상
- 데이빗 코퍼필드 - 조셉 M. 뉴맨
- 레 미제라블 - 에릭 스테이시
- 한여름 밤의 꿈 - 셔리 쇼어즈

### 각본상
- 악당 - 벤 헤트 수상

### 각색상
- 밀고자 - 더들리 니콜스 수상

### 촬영상
- 한여름 밤의 꿈 - 할 모르 수상

### 편집상
- 한여름 밤의 꿈 - 랠프 도슨 수상

### 미술상
- 다크 엔젤 - 리처드 데이 수상

### 안무상
- Broadway Melody of 1936 - Dave Gould 수상
- Folies Bergere de Paris - Dave Gould 수상

### 음악상
- 밀고자 - 맥스 스타이너 수상

### 주제가상
- 골드 디거스 오브 1935 - 헤리 워렌 수상

### 음향믹싱상
- 노티 메리에타 - MGM Studio 수상

### 공로상
- D.W. 그리피스 수상